# 常世岐姫神社
常世岐姫神社（とこよきひめじんじゃ）は、燕王公孫淵を祖と称する常世氏が信奉する神（常世岐姫神）を祀る神社であり、日本全国に数社ある。
大阪府八尾市神宮寺にある神社が本宮であるとされ、残り（分社）は埼玉県内に確認できる。特に行田市荒木に所在する神社は「荒木」を冠して「荒木常世岐姫神社」と称する場合がある。深谷市樫合にも所在する。
本項では大阪府八尾市にある常世岐姫神社について説明する。
大阪府八尾市神宮寺にある常世岐姫神社は、『延喜式神名帳』に記される河内国大県郡神宮寺村の式内社である。
常世岐姫神社の正式名称は明治時代以降のものであり、それまでは「八王子神社（はちおうじじんじゃ）」と称していた。現在も正式名称よりも旧名称のほうが知られており、地図や看板・社頭の石標・八尾市教育委員会の説明標にも八王子神社と記されている。

## 祭神
常世岐姫命を祀る。
祭神は当地に蟠踞した常世氏がその祖神を祀ったものと考えられるが、現在は安産の神として知られている。

## 歴史
当地は古代に帰化したと思われる染色技術者集団（品部）の赤染部（あかそめべ）の本拠地で、赤染とは茜染めのことであるが、赤染氏が伴造としてこれらを管理していたと考えられ、時代は降って鎌倉時代にも当地の人々が幕府から「河内国藍御作手（あいみつくて）奉行」に任じられて染色技術を諸国で指導したという（『吾妻鑑』）。
伴造の赤染氏（姓（かばね）は造姓）の一族には壬申の乱で活躍した者もおり（『日本書紀』）、当地についてみれば、宝亀8年（777年）の夏に正六位上の赤染人足ら13人が常世連（とこよのむらじ）を賜姓されたという記録があり、『新撰姓氏録』の河内国諸蕃に「常世連。燕の国王、公孫淵の後なり」と記されており、当地を燕の公孫氏の流れを汲むと称する帰化人が本貫としていた事が判り、またその子孫が茜染めをしていたとも伝わっているので、赤染氏（常世氏）が祖神を祀ったものと推定できる。
神社が創建された年代は不詳であるが、貞観9年（867年）官社に預かり、延喜の制で小社（官幣小社）に列した。
近世には、神宮寺村は北隣の高安郡恩智村とともに恩智神社の氏地であった。恩智神社は中世末に牛頭天王を勧請しており、それに関連して当社が「八王子社」といわれており（八王子は牛頭天王の8柱の御子神）、八王子神社と呼ばれる所以である。『河内名所図会』にも、「今、八王子と称する」と記されていた。

## 交通
- 近鉄大阪線恩智駅から東へ約500m進み、国道170号線旧道（東高野街道）を南へさらに約800m進む。さらに山側へ約50m進む。（駐車場無し）